# Echte krokodillen
De echte krokodillen (Crocodylidae) zijn een familie uit de orde krokodilachtigen (Crocodilia).

## Naam en indeling
De wetenschappelijke naam van de groep werd voor het eerst voorgesteld door Georges Cuvier in 1807. Onder deze familie bevinden zich de grootste soorten, en ook enkele zeer grote uitgestorven soorten. Er zijn 17 moderne soorten, waarmee het van de 27 soorten krokodilachtigen de grootste groep is. Alligators, kaaimannen en gavialen zijn wel krokodilachtigen, maar behoren tot andere families.

## Verspreidingsgebied en habitat
Echte krokodillen hebben een zeer groot verspreidingsgebied en komen voor in delen van Afrika, Azië, Australië en Noord- en Zuid-Amerika. De habitat bestaat uit zoetwatermoerassen, rivieren, meren, vennen, veengebieden en andere zoete wateren. Slechts enkele soorten komen voor in brak water zoals estuaria.

## Uiterlijke kenmerken
De grootste soort is de zeekrokodil, waarvan het record staat op meer dan zeven meter. Met een maximale lengte van nog geen twee meter is de breedvoorhoofdkrokodil (Osteolaemus tetraspis) de kleinste soort. De uitgestorven Deinosuchus was misschien tot 15 m lang. Het is echter niet zeker of Deinosuchus een lid van de Crocodylidae is. Het was in ieder geval een nauwe verwant.
Afgezien van de omvang van de grootste soorten zijn er enkele fysieke kenmerken die echte krokodillen onderscheiden van gavialen (Gavialidae), alligators en kaaimannen (Alligatoridae). Ten eerste de schedel; krokodillen hebben een vrij lange schedel van naar verhouding normale breedte. Echte krokodillen worden gemiddeld aanmerkelijk groter en zijn over het algemeen gevaarlijker voor de mens dan vertegenwoordigers van de andere groepen.
De tanden zijn de sleutel tot het onderscheid met andere families. Vooraan steekt het vierde paar kiezen buiten de onderkaak, die in een uitsparing van de bovenkaak passen. De rest van de tanden gaat schuil in de bek als deze gesloten is. Bij alligators zijn deze uitstekende tanden afwezig, en bij gavialen steken alle tanden naar buiten. Krokodillen zijn polyphyodont en kunnen elk van hun 80 tanden tot 50 keer vervangen. Naast elke volwassen tand is er een kleine vervangende tand en een odontogene stamcel in de lamina dentalis die geactiveerd kan worden.

## Levenswijze
De meeste soorten prefereren zoet water, maar enkele kunnen in zee worden aangetroffen. Alleen de zeekrokodil leeft meer in zee dan in zoet water en kan grote afstanden afleggen. Naast een beet kan een krokodil ook vervaarlijk met de staart slaan. De nijlkrokodil en de zeekrokodil zijn de gevaarlijkste soorten en verantwoordelijk voor honderden doden per jaar in Azië en Afrika. Op de korte afstand zijn krokodillen erg snel. Veel soorten kunnen zelfs een stukje rennen. Ook de reflexen zijn zeer goed ontwikkeld om prooien te verrassen of ter verdediging. De kaken zijn krachtig en bevatten vele rijen tanden om vlees af te scheuren.
Echte krokodillen zijn opportunistische jagers, die in een hinderlaag op een prooi wachten en snel toeslaan als een prooidier binnen bereik is. Vaak wordt een prooi door meerdere exemplaren aan stukken gescheurd. Er zijn waarnemingen van grote hoefdieren, leeuwen en zelfs haaien die ten prooi vielen aan krokodillen.

## Beschermingsstatus
Door de internationale natuurbeschermingsorganisatie IUCN is aan 14 soorten een beschermingsstatus toegewezen. vijf soorten worden gezien als 'veilig' (Least Concern of LC), vier soorten als 'kwetsbaar' (Vulnerable of VU) en vijf soorten staan te boek als 'ernstig bedreigd' (Critically Endangered of CR).

## Soorten
De familie telt 17 moderne soorten die onderstaand zijn weergegeven, met de auteur en het verspreidingsgebied.
| Naam                                             | Auteur                                  | Verspreidingsgebied |
| Geslacht Krokodillen (Crocodylus)                | Geslacht Krokodillen (Crocodylus)       | Geslacht Krokodillen (Crocodylus) |
| ------------------------------------------------ | --------------------------------------- | --- |
| Spitssnuitkrokodil (Crocodylus acutus)           | Cuvier, 1807                            | Noord- en Zuid-Amerika; Verenigde Staten (Florida), Mexico, Belize, Costa Rica, Ecuador, El Salvador, Guatemala, Honduras, Nicaragua, Panama, Kaaimaneilanden, Cuba, Dominicaanse Republiek, Haïti, Hispaniola, Jamaica, Martinique, Trinidad, Colombia, Peru en Venezuela |
| Crocodylus halli                                 | Murray, Russo, Zorrilla & McMahan, 2019 | Azië; Papoea-Nieuw-Guinea |
| Orinocokrokodil (Crocodylus intermedius)         | Graves, 1819                            | Zuid-Amerika; Colombia, Venezuela, Kleine Antillen (Grenada), mogelijk in Trinidad en Tobago |
| Australische krokodil (Crocodylus johnsoni)      | Krefft, 1873                            | Australië (Noordelijk Territorium, Queensland, West-Australië) |
| Filipijnse krokodil (Crocodylus mindorensis)     | Schmidt, 1935                           | Azië; Filipijnen |
| Bultkrokodil (Crocodylus moreletii)              | Duméril & Bibron, 1851                  | Midden-Amerika; Belize, Guatemala, Mexico |
| Nijlkrokodil (Crocodylus niloticus)              | Laurenti, 1768                          | Afrika; Angola, Benin, Botswana, Burkina Faso, Burundi, Kameroen, Centraal-Afrikaanse Republiek, Tsjaad, Congo-Kinshasa, Congo-Brazzaville, Egypte, Ethiopië, Equatoriaal-Guinea, Gabon, Gambia, Ghana, Guinea, Guinee-Bissau, Ivoorkust, Kenia, Liberia, Madagaskar, Malawi, Mali, Mauritanië, Mozambique, Namibië, Niger, Nigeria, Rwanda, Senegal, Sierra Leone, Somalië, Zuid-Afrika, Soedan, Swaziland, Tanzania, Togo, Oeganda, Zambia, Zimbabwe |
| Nieuw-Guinese krokodil (Crocodylus novaeguineae) | Schmidt, 1928                           | Azië; Indonesië, Papoea-Nieuw-Guinea |
| Moeraskrokodil (Crocodylus palustris)            | Lesson, 1831                            | Azië; Bangladesh, Iran, India, Nepal, Pakistan, Sri Lanka |
| Zeekrokodil (Crocodylus porosus)                 | Schneider, 1801                         | Australië en Azië; Bangladesh, Brunei, Cambodja, China, de Filipijnen, in India, Indonesië, Maleisië, Myanmar, Palau, Papoea-Nieuw-Guinea, op de Salomonseilanden, in Singapore, Sri Lanka, Thailand, Vanuatu en Vietnam |
| Ruitkrokodil (Crocodylus rhombifer)              | Cuvier, 1807                            | Caraïben; Cuba |
| Siamese krokodil (Crocodylus siamensis)          | Schneider, 1801                         | Azië; Cambodja, Indonesië, Laos, Maleisië, Thailand, Vietnam, Brunei, Myanmar |
| Crocodylus suchus                                | Geoffroy, 1807                          | Afrika; Mauritanië, Benin, Nigeria, Niger, Kameroen, Tsjaad, Centraal-Afrikaanse Republiek, Equatoriaal-Guinea, Senegal, Mali, Guinea, Gambia, Burkina Faso, Ghana, Togo, Soedan |
| Geslacht Mecistops                               |                                         | |
| Mecistops leptorhynchus                          | Bennett, 1835                           | Centraal-Afrikaanse Republiek, Congo-Brazzaville, Congo-Kinshasa, Equatoriaal-Guinea, Gabon en Kameroen |
| Pantserkrokodil (Mecistops cataphractus)         | Cuvier, 1825                            | Afrika; Benin, Burkina Faso, Kameroen, Ivoorkust, Soedan, Senegal, Gambia, Ghana, Guinee, Guinee-Bissau, Liberia, Mali, Nigeria, Sierra Leone en Togo |
| Geslacht Osteolaemus                             |                                         | |
| Osteolaemus osborni                              | Schmidt, 1919                           | Congo-Kinshasa |
| Breedvoorhoofdkrokodil (Osteolaemus tetraspis)   | Cope, 1861                              | Afrika; Angola, Benin, Burkina Faso, Kameroen, Congo-Kinshasa, Equatoriaal-Guinea, Gabon, Gambia, Ghana, Guinee, Guinee-Bissau, Centraal-Afrikaanse Republiek, Ivoorkust, Liberia, Mali, Nigeria, Senegal, Sierra Leone, Togo en Oeganda |